# مارتين يوبانكي
مارتين يوبانكي (بالإسبانية: Martín Yupanqui)‏ هو لاعب كرة قدم بيروفي في مركز حراسة المرمى، ولد في 20 أكتوبر 1962 في ليما في بيرو. شارك مع منتخب بيرو لكرة القدم. أما مع النوادي، فقد لعب مع نادي يونيفرسيتاريو.

## وصلات خارجية
- مارتين يوبانكي على موقع قاعدة بيانات كرة القدم.إي يو (الإنجليزية)
- مارتين يوبانكي على موقع ناشيونال فوتبول تيمز (الإنجليزية)